# 東圓寺 (中津川市)
東圓寺（とうえんじ）は岐阜県中津川市東宮町にある曹洞宗の寺院。山号は寿福山。
本尊の薬師如来の別称から、出世薬師や後ろ向き薬師とも呼ばれる。

## 歴史
元和8年(1622年)、春翁祖陽が、中津川市淀川町の字・直海島という現在ショッピングセンターの敷地内に開基した小庵が始まりとされる。
過去帳の最初は寛永5年(1628年)で、寛永11年(1634年)の過去帳には「当山開基春翁祖陽和尚示寂」という記録がある。
春翁祖陽が、伽藍を持つ寺院を建立するために中津川村を支配していた尾張藩木曾代官の山村甚兵衛家から貰い受けていた現在の地に、
寛文5年(1665年)、中津川宗泉寺三世の揚外秀幡が曹洞宗の寺院として開山した。
寛文以降の過去帳が整っていることから、この頃に同寺の基礎が固まったと思われる。
天明3年(1783年)、山門が建てられた。
享和2年(1802年)、梵鐘が鋳造された。
昭和53年(1978年)梵鐘が新鋳されて鐘楼が建造された。
前本堂は文化7年(1810年)六世の應山禅諾時代の建立で、昭和61年(1986年)に再建された。　
平成元年(1989年)、庫裏と瑠璃光殿が新築された。

## 重要文化財（国指定）

### 木造薬師如来坐像
伝説によれば弘仁5年(814年)、東山道の神坂峠を越える旅人の守りとして伝教大師（最澄）が彫刻したと伝わる。伝説の真偽は別として、薬師如来像は平安時代の作である。
貞享元年(1684年)に神坂峠にあった薬師堂(広済院)で祀られていた薬師如来を東圓寺に移した。
この薬師如来は乗馬して仏前を通ると必ず落馬するという謂れがあり、それを避けるために後ろ向きで堂に安置されていたため後ろ向き薬師の異名を持っていた。また、出世の願いを叶える霊験を持つとされ、出世如来とも呼ばれる。
ヒノキ材の寄木造りで座高は1m余り。漆金箔の跡が見られる。
大正14年(1925年)、当時の古社寺保存法に基づく旧国宝（文化財保護法施行後は国の重要文化財）に指定された。
昭和29年(1954年)、文部省から補助金を得て防災庫を設置して安置した。
この薬師如来は、古くより出世薬師とも呼ばれ、祭礼は毎年4月8日に行われており、多くの参詣者が訪れる。
特に頭部の病(耳だれ・頭痛)などの平癒祈願、安産、母乳の御授けの祈願に霊験あらたかで、錐や綿で作った乳首などの奉納が多かった。

## 寺宝

### 誕生釈迦如来立像
室町時代作の金銅の誕生釈迦如来立像が所蔵されている。
元は苗木藩主の菩提寺の雲林寺にあったが、明治初期の廃仏毀釈の際に、加茂郡伊深村の正眼寺に移ったが、中津川の有志が懇請して貰い受け東圓寺に遷座した。
特徴は頭部が螺髪ではなく天上天下を指す指が一本で、腰紐を垂らしている。重さ30kg、像高は84cmにも及び誕生仏としては最大の作品で、昭和46年(1971年)10月28日に中津川市の文化財に指定された。

### 准胝観音像
文政7年(1824年)に造立されたもので彩色が施されている。准胝とは清浄の意味であり、その像容は一面三眼十八臂である。
東圓寺の准胝観音像は海から現れた阿吽の龍神に支えられている。
東圓寺七世の仙隆和尚が、当時流行した疫病を退散させるため近隣の村の女人講・念仏講に呼びかけ造像されたと観音像下裏に記されてある。

### 延命地蔵菩薩像
江戸時代の造像で、当時の疫病封じと延命を祈願されて祀られた。

## 境内

### 秋葉三尺坊大権現
中津川の大津屋 菅井儀右衛門は、遠州の秋葉権現を最も信奉し、毎年参拝を怠ることがなかった。
享保11年(1726年)3月、菅井儀右衛門と他2名は、三河国渥美郡の知原川で洪水に遇い、掛け橋と共に3人は流された。他の2名は亡くなったが、菅井儀右衛門だけは不思議にも村人に助けられた。
その後、村人から、白髪の山伏行者が現れ「今、水難に逢ふ人あり、早く行き助けよ」と告げて、姿が消失したと聞かされ、これは日頃、自分が信仰する秋葉権現のご利益に違いないと深く感じ、菅井家の一統は長船の名刀を納めて秋葉権現尊像を迎請して自宅に祀った。
明和2年(1765年)、大津屋 菅井家から在家で祀ることを恐れて東圓寺に寄進された。毎年2月16日に祭礼が行われている。

### 聖徳太子像
本堂横の茂みに露座している。

## 関連寺院
- 宗泉寺 (中津川市)
- 広済院

## 関連リンク
- 曹洞宗 壽福山 東圓寺